# Hiệp hội Quốc tế các Kỹ sư Tư vấn
Hiệp hội Quốc tế các Kỹ sư Tư vấn, tên viết tắt theo tiếng Pháp là FIDIC (Fédération Internationale des Ingénieurs Conseils,), là một tổ chức xã hội nghề nghiệp của tất cả các kỹ sư tư vấn trên toàn thế giới.
Hiệp hội được thành lập ngày 22 tháng 7 năm 1913, với ba thành viên sáng lập là những hiệp hội các nhà kỹ sư tư vấn quốc gia ở châu Âu. Hiệp hội là đại diện cho phần lớn các kỹ sư tư vấn hoạt động độc lập trên thế giới. Mục đích của Hiệp hội là để cùng đề xuất những lợi ích về nghề nghiệp và phổ biến các thông tin nghề nghiệp đến các hiệp hội quốc gia thành viên. Hiện trụ sở chính của FIDIC đặt tại Thụy Sĩ. Đến nay, số lượng thành viên của FIDIC đã lên tới trên 90 hiệp hội quốc gia. Hiệp hội Tư vấn Xây dựng Việt Nam (VECAS) là thành viên quốc gia của FIDIC.
FIDIC tổ chức các cuộc hội thảo, hội nghị và các hoạt động khác theo sự phát triển các mục tiêu của mình như:
- Duy trì các tiêu chuẩn về đạo đức nghề nghiệp của Kỹ sư Tư vấn;
- Trao đổi quan điểm và thông tin giữa các hiệp hội quốc gia thành viên với nhau và với đại diện của các tổ chức tài chính quốc tế;
- Mở rộng nghề nghiệp có tính kỹ thuật tại các quốc gia đang phát triển.